# Парк «Гамбурзький»
Па́рк «Гамбурзький» — парк у Святошинському районі Києва. Створений у 1979 році силами учнів навколишніх шкіл. На території парку знаходяться кілька дитячих майданчиків, церква святого Спиридона Триміфунтського УПЦ МП, покинутий літній кінотеатр «Кристал».

## Назва
До 2024 року носив назву «Юність», як і однойменний парк у Солом'янському районі. Тож парк «Гамбурзький» було названо на честь німецького міста-побратима Києва - Гамбурга.

## Історія
З 2011 року має статус парка-пам'ятки садово-паркового мистецтва місцевого значення. Також в 2011 році було встановлено освітлення для парку.
У 2014 році встановлена об‘ємно-простора композиція «Молодь» (знесена під час реконструкції парка).
У 2015 році було зроблено два лабіринти. На початку вересня 2016 заасфальтували доріжки, і збудували новий дитячий майданчик.
Навесні 2017 збудували новий спорт-майданчик, декілька видів перекладин та канатів, багато урн для сміття і лавок (на 2022 рік спортмайданчик знесено).
У 2019—2020 рр. пройшла реконструкція парку та пішохідного моста, що веде у парк «Інтренаціональний».
19 вересня 2024 року Київська міська рада перейменувала парк «Юність» на парк «Гамбурзький».

## Опис
Парк розміщено на правому березі Дніпра в історичній місцевості Микільська Борщагівка і обмежений проспектом Леся Курбаса та вулицями Академіка Сєркова і Володимира Покотила. Неподалік знаходиться зупинки швидкісного трамвая «Гната Юри» та «Вулиця Василя Доманицького».
У парку є два дитячих майданчика, батут, дитячий та дорослий лабіринти, покинутий літній кінотеатр «Кристалл», церква святого Спиридона Триміфунтського.

## Галерея

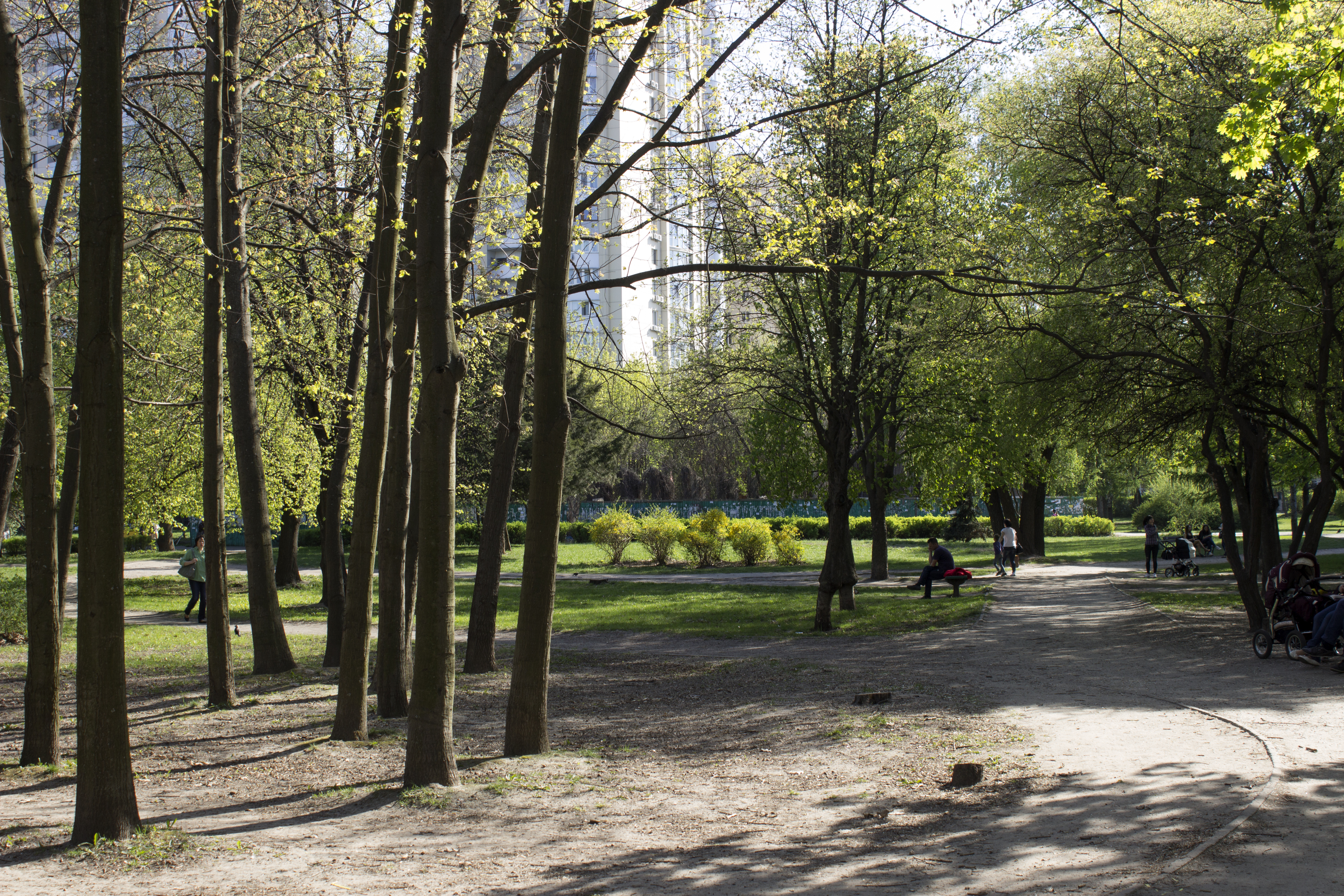
Парк «Гамбурзький»
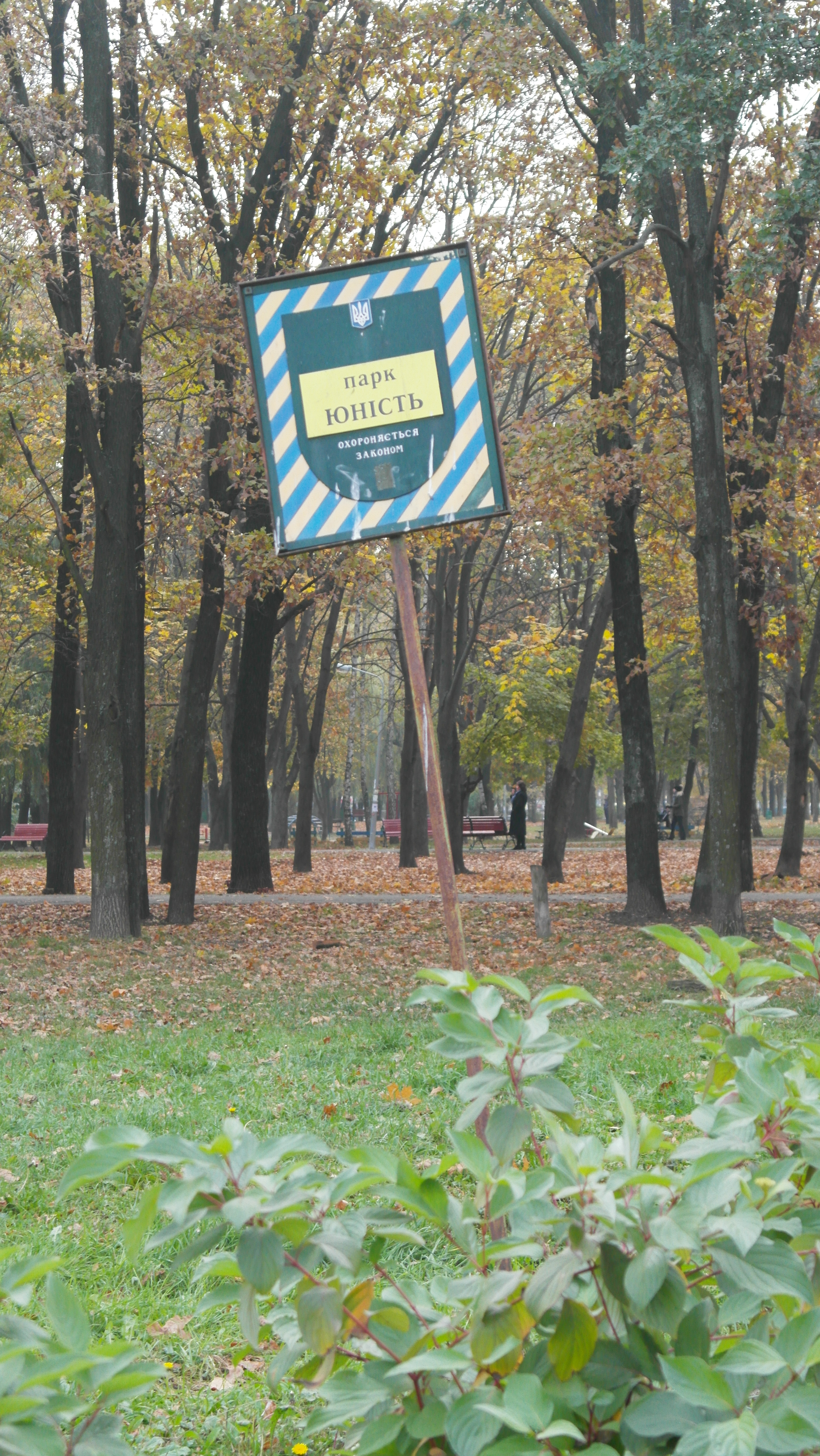
Парк «Юність», м. Київ 02.jpg
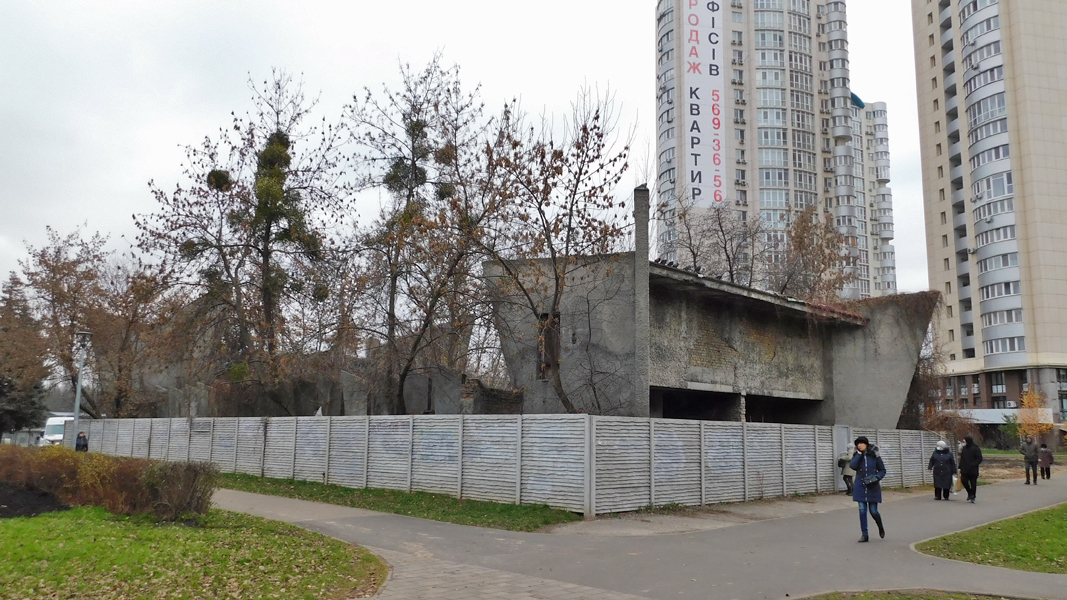
Покинутий кінотеатр «Кристалл»
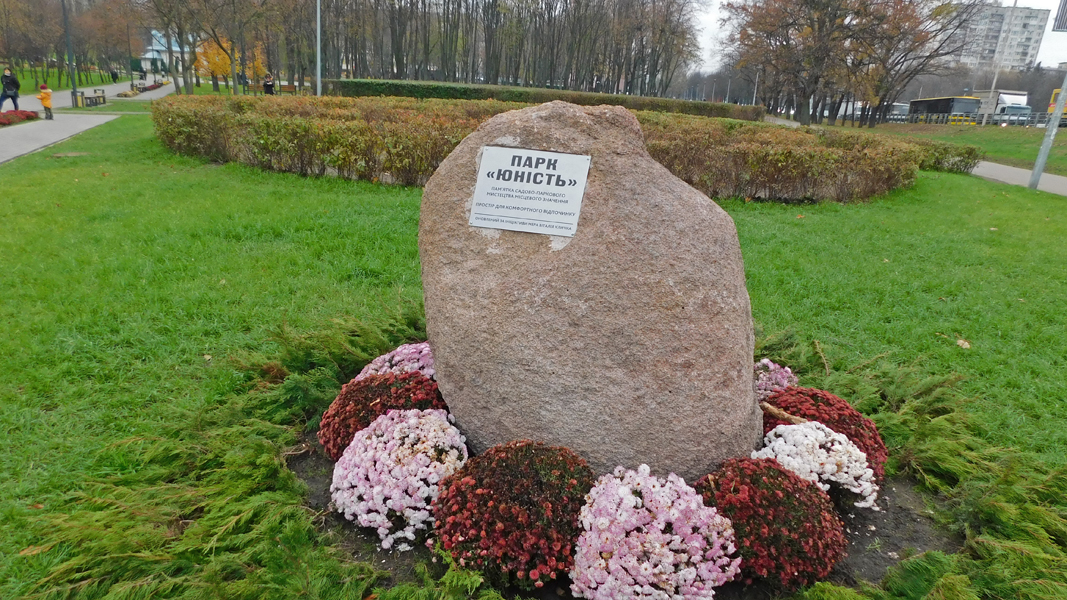
Вид на головну алею парку «Гамбурзького» після реконструкції
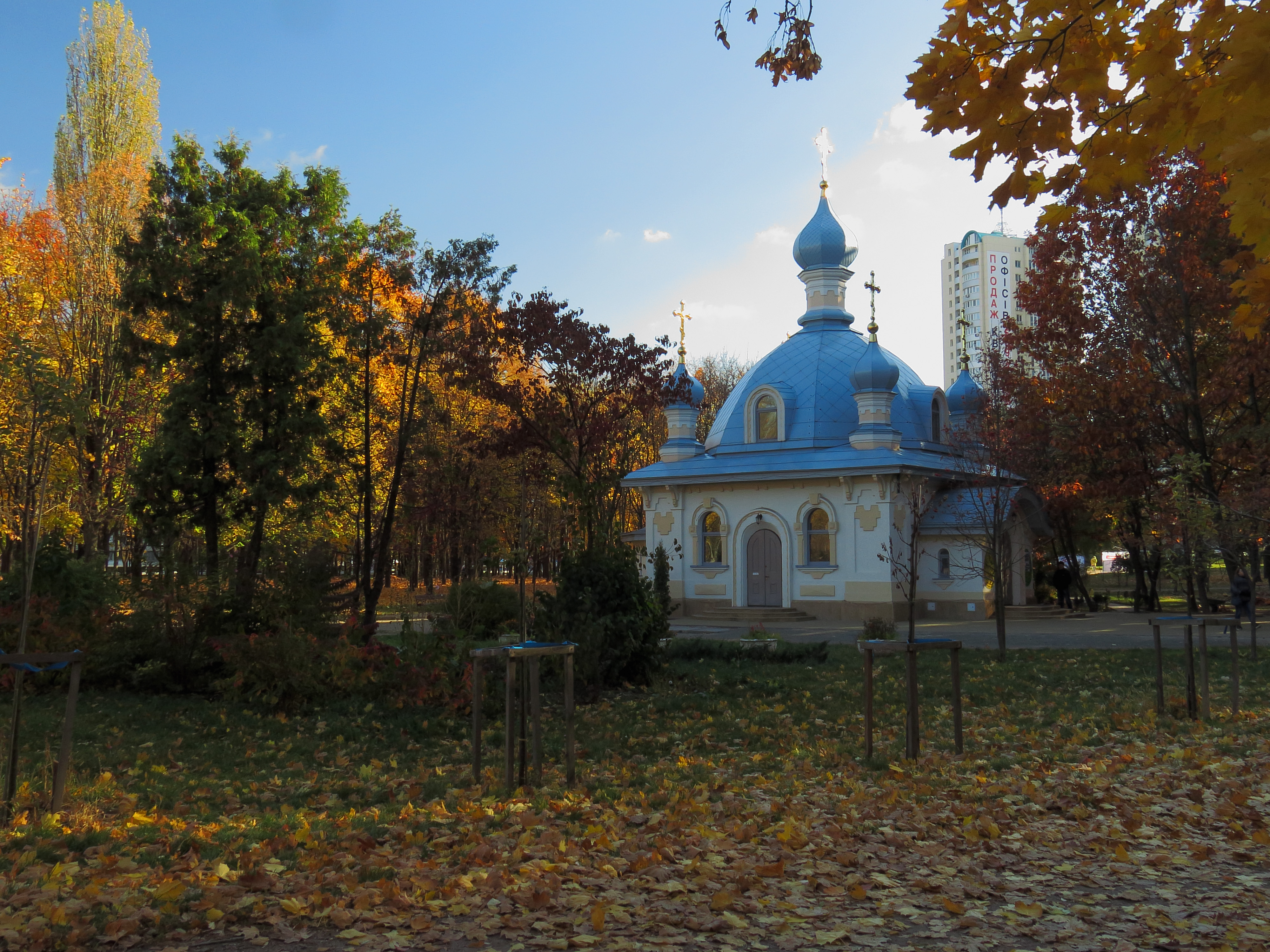
Церква святого Спиридона Триміфунтського
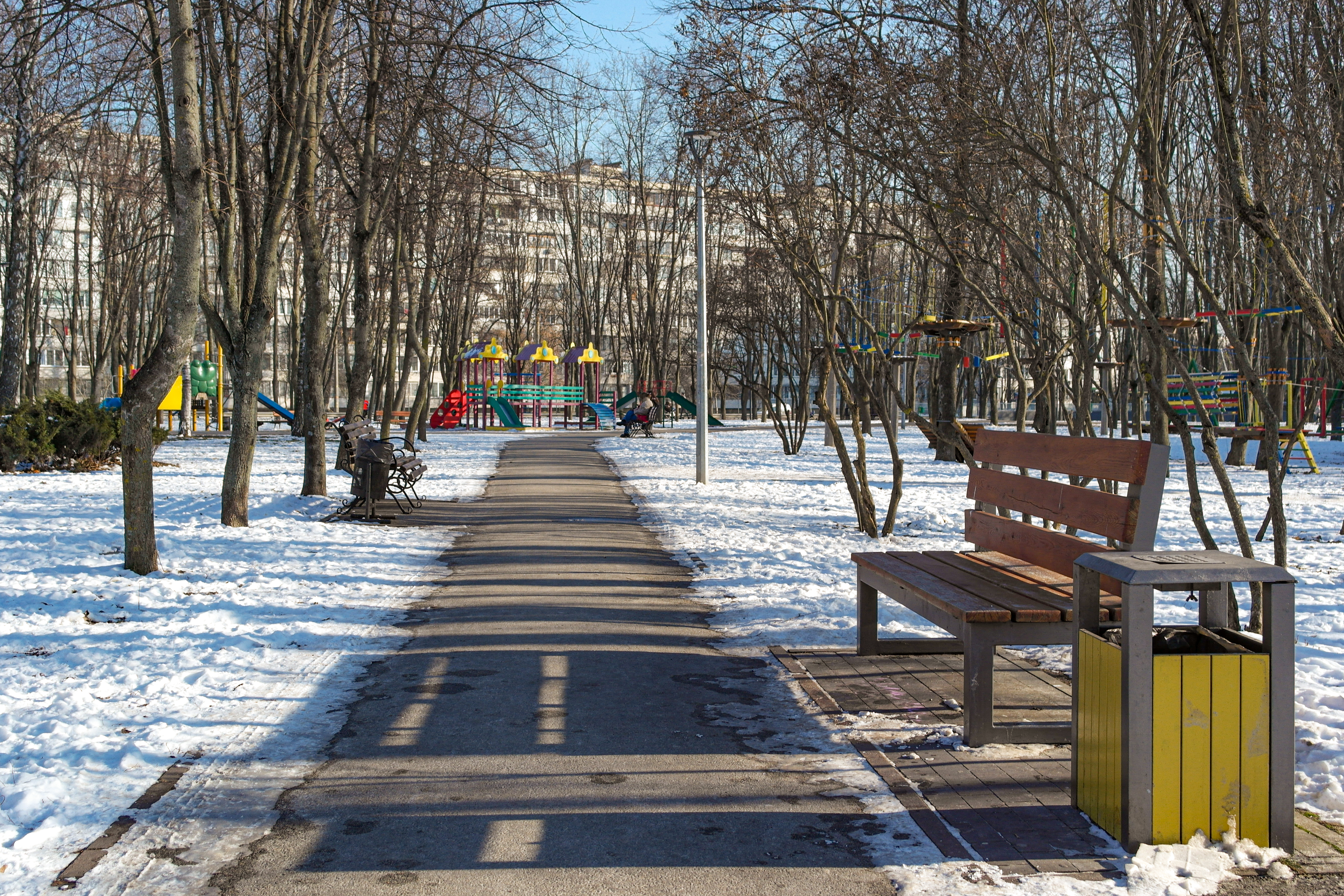
Парк «Гамбурзький»
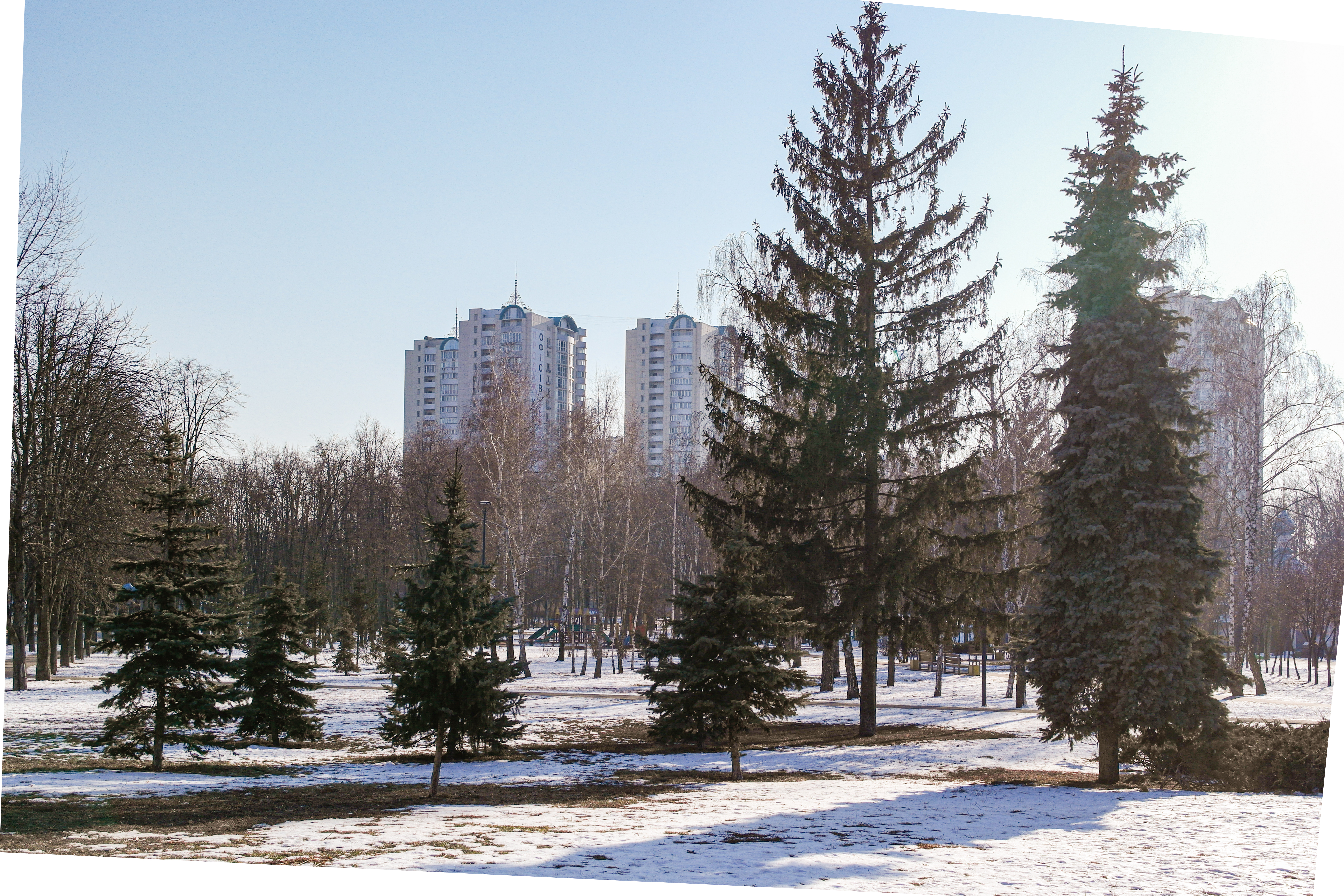
Парк «Гамбурзький»